# Polka

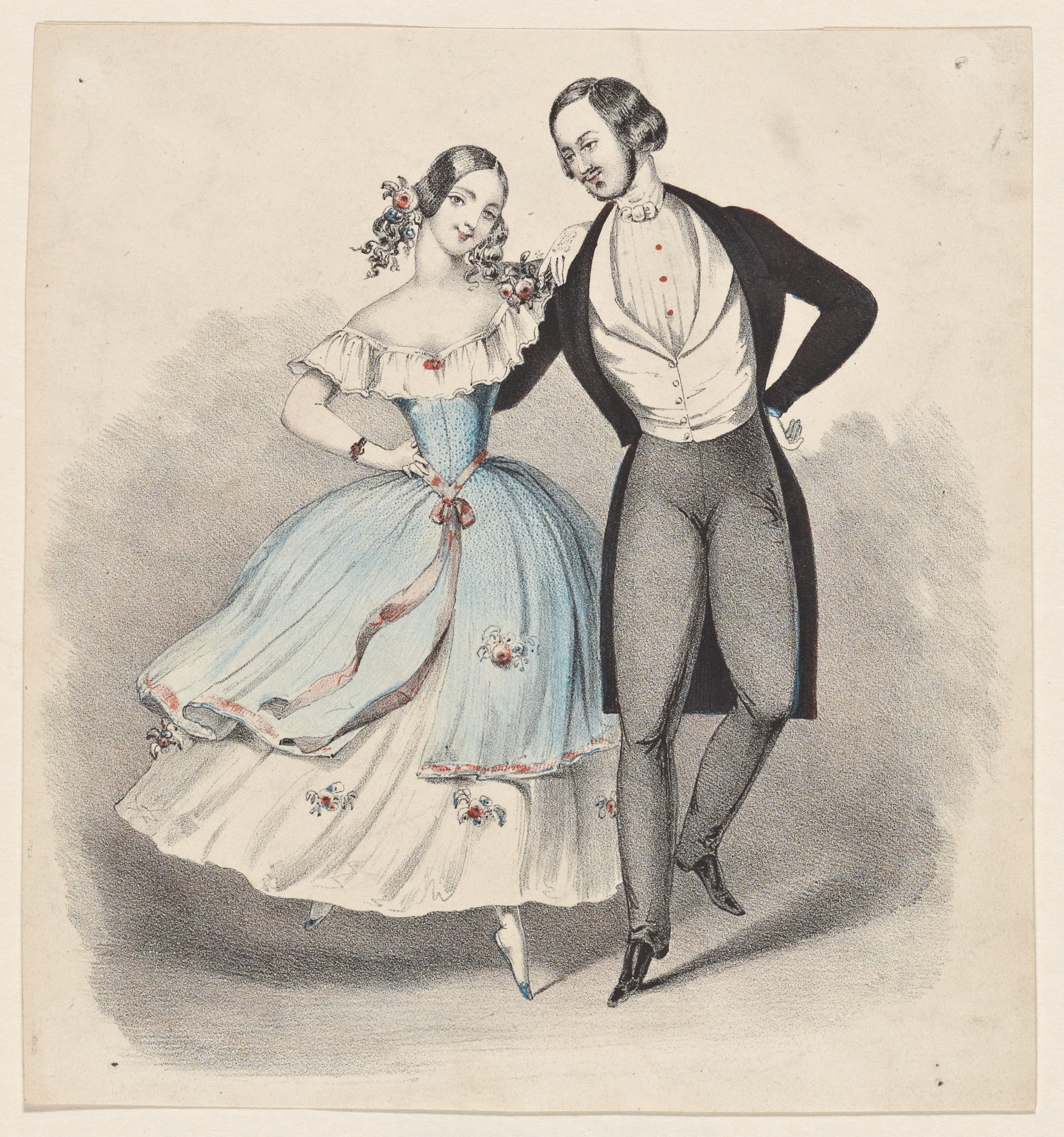
Tanečníci polky, okolo roku 1840

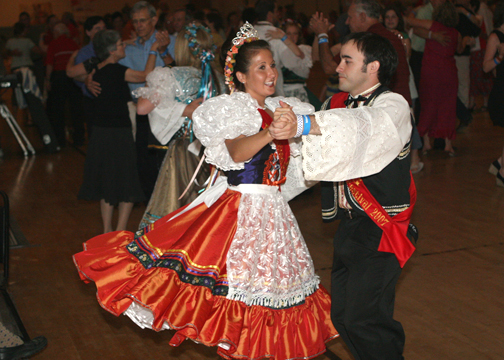
Američtí krajané tančí polku na festivalu ve městě Ennis v Texasu (cca 2012)

Polka je společenský tanec v 2/4 taktu, který vznikl okolo roku 1830 v Čechách. Stejným výrazem se označuje i hudební skladba v jeho rytmu.

## Původ
O vzniku polky není zcela jasno, podle národopisce Čeňka Zíbrta polku vymyslela k písni Strejček Nimra děvečka Anna Chadimová (později provdaná Slezáková, 1805–1884), rodačka z Petrovic u Sedlčan, když sloužila v Kostelci nad Labem u měšťana Klášterského. Podle jiných pramenů[zdroj?] jde ovšem pouze o velmi nepravděpodobnou legendu.
Původně se tento tanec jmenoval maděra, ale podle svého polovičního rytmu byl přejmenován na půlka. Tento název se později změnil na polka, patrně jako výraz sympatií k národně utlačovaným Polákům (povstání v roce 1830).
Podle jiného pramene však na počest polské zpěvačky Esmeraldy. Autorem polky Esmeralda i vůbec první tištěné polky je František Matěj Hilmar, který zkomponoval i některé další: Prachovská, Anenská.
Po svém vzniku se tanec velmi rychle rozšířil a již v roce 1840 se polka celkem běžně hrála ve Vídni. Do Prahy uchvácené rytmem polky zavítal i Johann Strauss starší, který pak sám složil několik skladeb v rytmu polky. K dalším známým autorům polek patří Bedřich Smetana.
V současnosti je polka jeden ze základních tanců v balfolku.

## Polka ve světě
Polka se velmi rychle stala jedním ze společenských tanců, oblíbeným hlavně ve střední Evropě (Chorvatsko, Německo, Polsko, Rakousko, Slovensko, Slovinsko, Švýcarsko, Ukrajina) a v Americe. V menší míře je známa také v dalších evropských zemích (Bělorusko, Itálie, Lotyšsko, Litva, Maďarsko, Nizozemsko, Rumunsko, Rusko). Místní formy tohoto tance lze nalézt ve Skandinávii, ve Velké Británii vč. Skotska, v Irsku, v zemích Latinské Ameriky, ve Spojených státech amerických či na Filipínách.
Světově vynikla zejména jako Beer barrel polka, původní skladba od Jaromíra Vejvody nazývaná též jako Modřanská polka – Škoda lásky.

## Tanec
Polka je párový tanec, který se řadí mezi tzv. „kolové tance“ (tančí se po oválu sálu). Výhodou tohoto tance je možnost kombinace kroků s tanci stejného typu a značné množství figur.